# Валмонфредо (Верчели)
Валмонфредо је насеље у Италији у округу Верчели, региону Пијемонт.
Према процени из 2011. у насељу је живело 18 становника. Насеље се налази на надморској висини од 698 м.